# Paradelphomyia venezolana
Paradelphomyia venezolana är en tvåvingeart som beskrevs av Alexander 1950. Paradelphomyia venezolana ingår i släktet Paradelphomyia och familjen småharkrankar.
Artens utbredningsområde är Venezuela. Inga underarter finns listade i Catalogue of Life.